# 浅丘ルリ子
浅丘 ルリ子（あさおか ルリこ、本名：浅井 信子（あさい のぶこ）、1940年〈昭和15年〉7月2日 - ）は、日本の女優。血液型はA型。前夫は石坂浩二。カラント（舞プロモーション関連）所属。

## 来歴
満洲国新京市（現・長春）に、4人姉妹の次女として生まれる。父・浅井源治郎は東京府出身で、上海の東亜同文書院に学び、中央大学を卒業後大蔵省に入省し、満洲国経済部大臣秘書官を経て1943年にタイのバンコクへ派遣され軍属となった。終戦後に一家はチャオプラヤー川の岸辺にあったバンバートン（バーンブァトーン Bang Bua Thong）抑留所へ強制収容されるが翌1946年には引き揚げが始まる。しかし軍属を最優先として先に出港したその船は沈没してしまい一家は命拾いした。やがて大洗港の近くに住む親戚を頼り、まもなく館山の引き揚げ寮へ入寮。信子が小学校3年生の時に父が代議士秘書の職を得て一家で東京神田鍛冶町の借家に落ち着く。実妹のクラスメートに星由里子がいた。家庭は大変貧しかった。しかしながら、母が毛布を裁断し染めることに依ってコートに仕立ててくれたりと創意工夫に満ちた生活を送っていた。

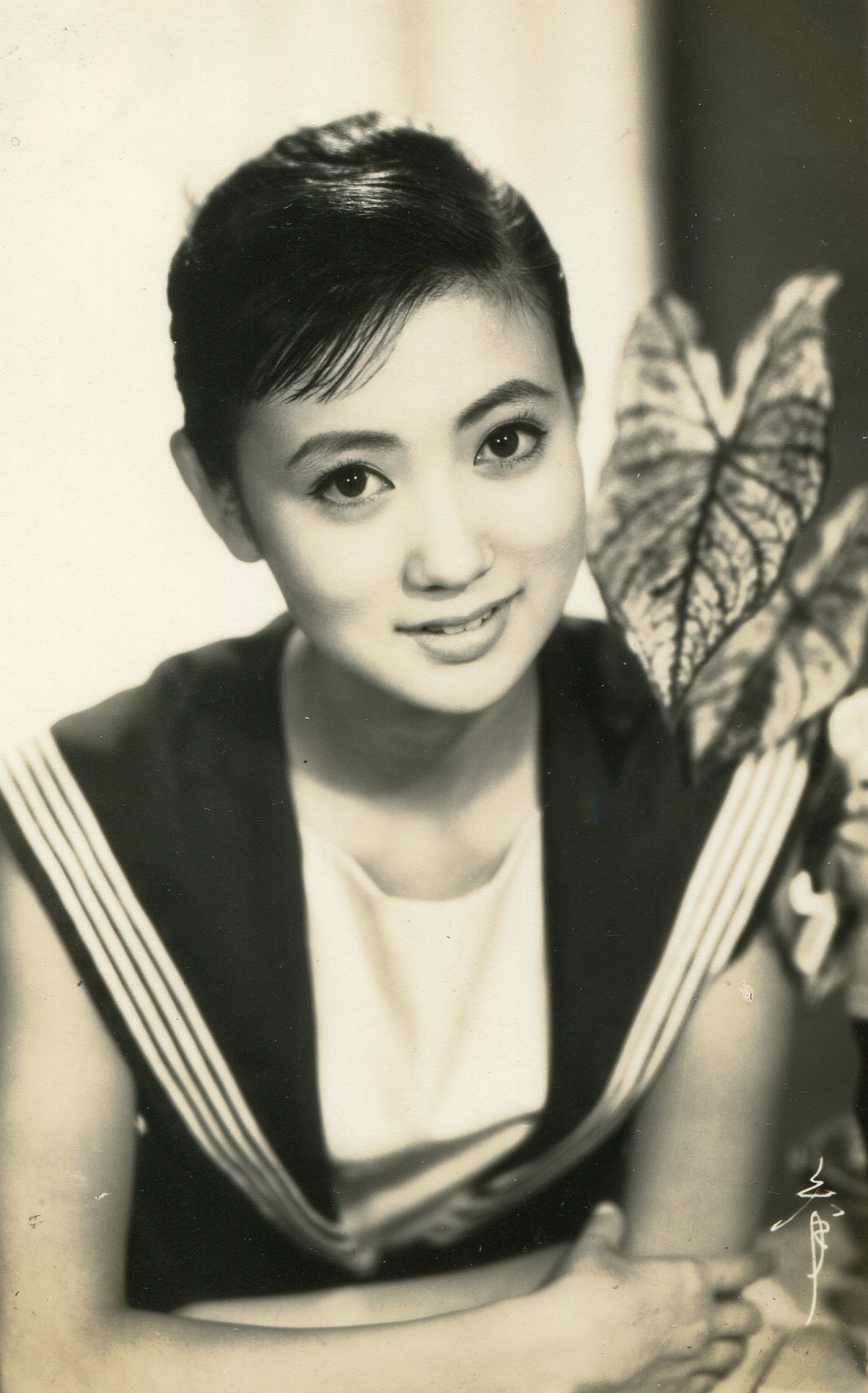
1950年代

読売新聞に連載されていた北条誠の小説（挿絵は中原淳一）『緑はるかに』 を水の江瀧子プロデュース・井上梅次監督で映画化するに当たって、ヒロインのルリコ役を募集しているのを千代田区立今川中学校在学中の1954年（昭和29年）夏に知り、両親賛成のもと応募。11月23日に面接が行われ約3,000人 の中から中原淳一が浅丘のメイクを見て「この子だ」と言い、強力な推薦によって選ばれ銀幕デビュー。芸名は、『緑はるかに』のヒロインのルリコと、本人の本名から「浅」の1字をとり、『緑はるかに』のイメージから「丘」という字をつけて、「浅丘ルリ子」となった。「ルリコカット」が当時の女性たちの間で大流行し、瞳の大きな美少女として脚光を浴びる。しかし学校を長期欠席しての撮影だったため、PTAと生徒会が奉祝の花輪を出したことで一時物議を醸した。多忙のため、菊華高等学校（現・杉並学院高等学校）は中退している。映画『緑はるかに』は1955年に公開された。
日本映画全盛期の日活アクション映画における代表的なヒロインであり、小林旭の『渡り鳥』『流れ者』『銀座旋風児』の三大アクション・シリーズや、石原裕次郎のムード・アクション・シリーズ（『赤いハンカチ』（1964年）、『夕陽の丘』（1964年）、『夜霧よ今夜も有難う』（1967年）等）など多数の作品でヒロイン役を演じた。
1961年、世界一周早回りと国際親善をかねた「美しい東洋親善使節団」日本代表。
また1964年には「夕陽の丘」でレコードデビューした。日活の看板女優として数多くの映画に出演し、人気を博した。現在までの映画出演本数は150本以上。
仲の良い佐久間良子の初主演映画、1963年の東映『五番町夕霧楼』を観て大きなショックを受ける。「正直いって女性映画の主人公がやれる佐久間さんがうらやましい。何も知らないまま、ただ夢中で10年間を過ごしてきたけど、100本も映画に出て代表作がないのは恥ずかしいワ。私は男性映画のサシミのツマのようなもの。もっと自分の仕事を大切にしたい。作品を選んでそろそろ賞の対象になるような仕事をしたい」などとマスメディアに訴え、今まで何一つ文句もいわず、会社のいいなりになってきたが、1964年1月の会社との契約更改で、他社出演を認めて欲しいと直談判した。浅丘は東映の女優が毛嫌いするような緑魔子主演『ひも』のような"不良性感度映画"に「ああいう役ならぶつかって悔いはない」と発言するなど、会社の準備した『肉体の門』『悲恋十年』『人生劇場』などを蹴り、初めて女優として自己主張した。自身で企画を持ち込むようになり、1964年から1966年にかけて出演ペースが落ちた。他社出演の希望は『日本一の男の中の男』（東宝）まで3年かかった。
私生活では、1960年頃に一時小林旭と事実婚の関係にあったが、1961年8月に別離。蔵原惟繕監督の『銀座の恋の物語』（1962年）や、『憎いあンちくしょう』（1962年）、『何か面白いことないか』（1963年）、『夜明けのうた』（1965年）の典子三部作により男性スターの彩り的存在から脱皮、100本出演記念映画となった蔵原惟繕監督の『執炎』では、愛する夫を戦争に奪われた女性の姿を演じ、同じ蔵原監督の映画『愛の渇き』（1967年）でも熱演を魅せた。映画『戦争と人間』にも出演した。蔵原惟繕とは愛人関係にあった。1966年には日活との専属契約を解消し、石原プロへ入社。1972年、石原プロが劇場用映画製作から撤退したことにより石原プロ退社。また、映画の主題歌などを中心に歌手としても多くの曲を発表、1969年のシングル『愛の化石』はヒットした。
その他にも、『太平洋ひとりぼっち』、『水で書かれた物語』、『私が棄てた女』、『栄光への5000キロ』、『戦争と人間・第一部〜第三部』、『告白的女優論』、『鹿鳴館』、『博士の愛した数式』などの映画の話題作に出演した。特に、映画『男はつらいよシリーズ』で演じたクラブ歌手の「リリー」の役は大好評で、マドンナとしてシリーズ最多の4回の出演を数えた。渥美清の最後の作品となった『男はつらいよ 寅次郎紅の花』でもマドンナ役を務めた。この撮影現場で具合の悪そうな主演の渥美清の姿を見て、「もしかしたらこれが最後の作品になるかもしれない」と思ったという。そのため、監督の山田洋次に「最後の作品になるかもしれないから、寅さんとリリーを結婚させてほしい」と何度も懇願する。一方で山田は50作までの製作を想定しており、既に49作の制作が決定していたために浅丘の願いは叶えられなかった。渥美は映画公開の9か月後にこの世を去り、『紅の花』が遺作になってしまった。1996年8月13日に松竹大船撮影所で開かれた【渥美清（寅）さんを送る会】ではリリーとして渥美に向けて弔辞を読んでいる。
1980年代以降は活動の中心を舞台に移し、泉鏡花の作品などに出演している。
2008年11月、山形県東根市で開催されたひがしね湯けむり映画祭にゲストで招かれトークショーを行う。これは、長い女優人生で初のことだったが、それからは解禁している。大女優でありながら、気さくで面倒見が良く、東根が縁で親しくなった山形市在住のラジオパーソナリティ・荒井幸博のラジオ番組にも何度か出演。2013年6月5日には天童市民会館でのきらやか銀行経営者セミナーにおいて二人でトークショーを行い、荒井のリクエストに応え、故渥美清を送る会で読んだ弔辞を17年ぶりに涙ながらに読んだ。更に、「港が見える丘」「愛の化石」と得意の歌も披露している。
2011年5月21日、60年来の旧友だった長門裕之逝去直後には津川雅彦と一緒に長門の自宅へすぐに駆けつけて、津川と2人でマスコミ対応などを行った。
2014年発表の『オールタイム・ベスト 日本映画男優・女優』では日本女優4位となっている。同年には舞台で、小林旭と1969年の映画『地獄の破門状』以来44年振りに共演した。

## 私生活
1971年、日本テレビのドラマ『2丁目3番地』での共演をきっかけに石坂浩二と結婚。石坂は当時の世の男性の羨望を一身に集める事となったが、程なくして別居。30年後の2000年に離婚。その後、大衆演劇俳優で「劇団誠」座長、松井誠との交際を公にしていたが、2013年3月には金児憲史との交際が報じられて話題になった。

## 人物
性格は姉御肌で、青春映画全盛期だった当時の日活において後輩の男優と女優に対する躾が厳しいことでも有名だった。特に高橋英樹はデビュー当時より教育係であった浅丘に散々世話をかけ、そして弟分のように可愛がられていた経緯から「ヒデキ」と呼ばれている。
また、大原麗子を実妹のように可愛がっていた。日活時代の後輩でもある松原智恵子も新人時代から数多くもの洋服などをプレゼントされたり、浅丘の自宅に招かれて手料理を振舞ってもらうなど現在まで大変可愛がられていると度々語っており、「ルリちゃんが今でも大好き」だと『徹子の部屋』へ出演時にトーク内で語っていて、2022年1月6日の松原が出演時には黒柳にも内緒で浅丘がサプライズゲストで出演した。熊谷真美も2000年代に入ってから20年以上に渡って妹の様に可愛がっている。松原と同様で日活時代の後輩でもあった山本陽子も亡くなるまで仲良しで麻雀仲間でもあり、逝去を聞きショックでかなり落ち込んでしまった事を2024年4月29日出演の『徹子の部屋』トーク内で語っている。
佐久間良子とはデビュー当時から親友の間柄。後輩で妹分の加賀まりこも旧友で普段から飲食や映画、舞台を観劇に行くなど行動を共にしている仲良しの間柄で「まりことは昔から良くケンカはするが仲が良い（笑）」と『徹子の部屋』2017年4月に近藤正臣と一緒にゲスト出演時に語っている。大空眞弓も旧友の一人である。
美空ひばりとは裕次郎のホームパーティーで知り合って意気投合し、プライベートでも親交が深く、ひばりからは『信ちゃん』と呼ばれていて大親友だった。
上沼恵美子は浅丘を敬愛しており、その理由として当時上沼が司会を務める関西ローカルの番組には東京から良いゲストがなかなか来なかったといい、たまに来ても不遜な態度をとられる中、浅丘は上沼の番組に出演した際に当初の番組構成から変更があっても機嫌を損ねることなく盛り上げてくれたといい、その人間性の素晴らしさを一つに挙げている。
趣味はスワロフスキービーズ細工。自身が身につける物はもちろん、舞台の際は販売もしている。愛煙家でもある。

## エピソード
『私の履歴書』によれば、瞬く間にスターとなり、それまで神田の下宿住まいから、多忙のため日活撮影所近くの家を借り、遂にはその家を買って隣の空き地まで増築するほどだった。その家は、前述のように高橋英樹ら若手俳優らが、毎日夕食をご馳走になりに来るほどであり、「私の収入のいくらが、彼らの胃袋に消えていったか」と、自嘲している。
撮影現場に大御所や先輩と呼ばれる立場の俳優が、約束の時間よりも遅く入ってくることが当たり前の風潮を良しとせず、先輩・後輩問わず厳しい態度で接している。実際に、1時間遅刻をした高橋英樹を楽屋に呼び、「ヒデキ、分かっているわね？」と問いただしたところ、高橋は顔面蒼白で「ルリ子さん、すみませんでした！」と、平身低頭で謝罪した。また、『座頭市』で勝新太郎と共演した際も、2時間以上も遅刻してきた勝を演技中でも許さず、勝が謝罪、許した。
松山英太郎と前妻の亜子、石坂浅丘夫妻、勝呂誉などが佐野周二の葬式の帰りに喫茶店に立ち寄った、別れた後も子供の誕生日などで会う機会があった英太郎と前妻の話題になったときに二人が離婚して半年経っていたにも関わらず、この時初めて浅丘は二人が離婚したことを知った。
日本のテレビ番組『スター千一夜』のフランスロケで、フランス映画の俳優ジャン・ギャバンが同番組にゲスト出演した際に、石坂と共にギャバンと共演した。浅丘いわく「ギャバンは顔がピンク色で凄くきれいな肌をしていた」と、ギャバンの大ファンで知られる仲代達矢等と同じくギャバンを尊敬している近藤正臣との対談で語った。
1970年2月18日放送のフジテレビの生放送番組『3時のあなた』に出演した際に、映画評論家の淀川長治と国際派女優で知られる山口淑子と共に、映画『ジュリアス・シーザー』の宣伝のために来日したチャールトン・ヘストンとトークをした。

## 受賞歴
- 日本映画製作者協会新人賞（1958年）[11]

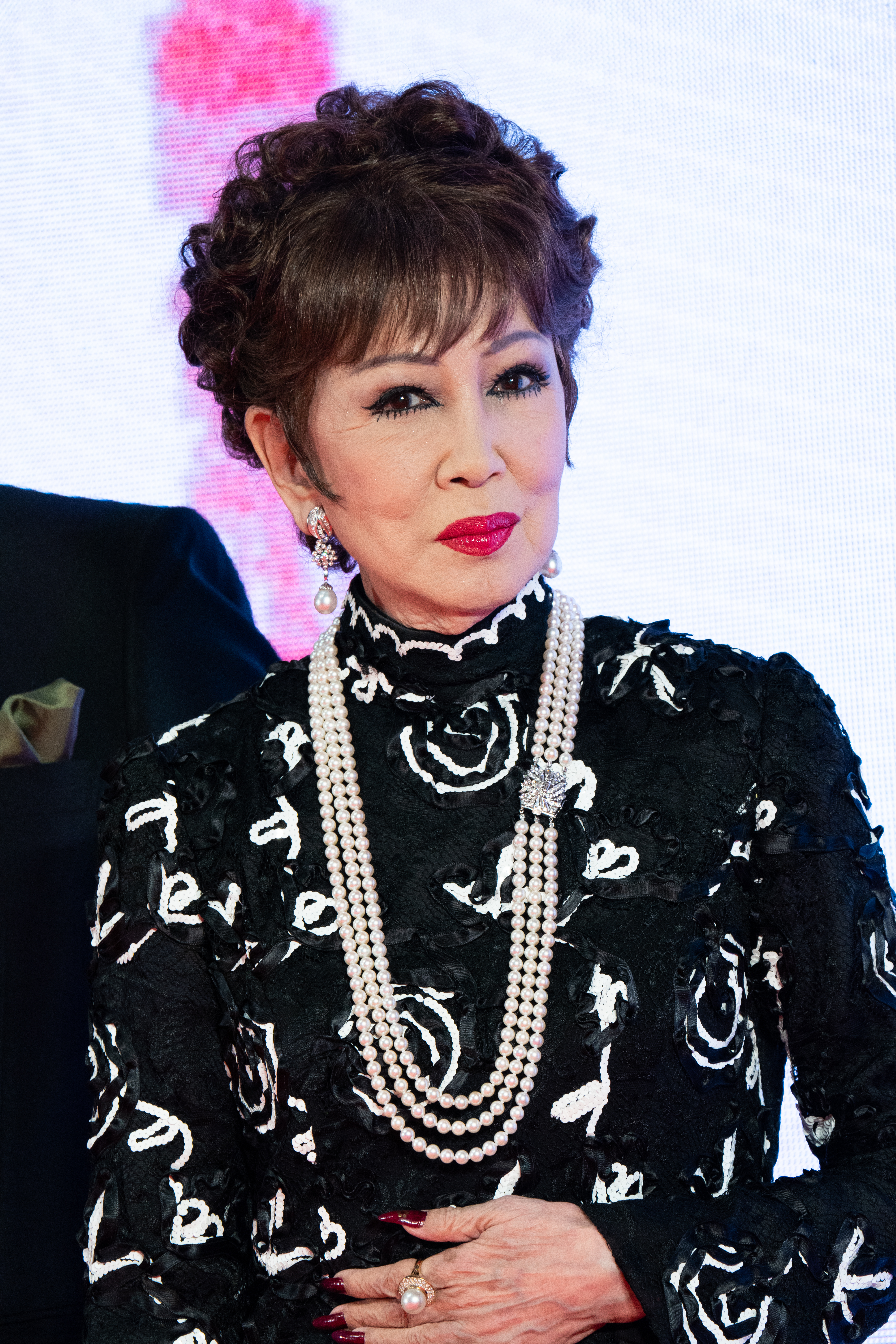
第32回東京国際映画祭にて

- 第6回ゴールデン・アロー賞大賞（1968年）、第7回同・グラフ賞（1969年）
- 第7回放送批評家賞（ギャラクシー賞）（1970年）「90日の恋」などの演技[11]
- 第49回キネマ旬報ベスト・テン主演女優賞（1976年）「男はつらいよ・寅次郎相合い傘」[11]
- ブルーリボン賞主演女優賞（1975年）「男はつらいよ・寅次郎相合い傘」[26]
- 第30回毎日映画コンクール女優演技賞（1976年）「男はつらいよ・寅次郎相合い傘」[11]
- ギャラクシー賞テレビ大賞優秀個人賞（1983年）「仮りの宿なるを」「知床の子」[26]
- 第10回日本アカデミー賞優秀主演女優賞（1987年）「鹿鳴館」[11][27]
- 東京都民栄誉賞（1989年）「日本橋」芸者お孝役（帝国劇場）[28]
- 第50回毎日映画コンクール 田中絹代賞（1996年）
- 第9回日刊スポーツ映画大賞主演女優賞（1996年）「男はつらいよ・寅次郎紅の花」[26]
- 第24回菊田一夫演劇賞（1999年）「にごり江」[26]
- 名古屋演劇ペンクラブ年間賞（1999年）「濹東綺譚」[26]
- 紫綬褒章（2002年）
- 旭日小綬章（2011年）[29]
- 第35回山路ふみ子映画賞功労賞（2011年）[11]
- 第21回日本映画批評家大賞ダイヤモンド大賞（2012年）[11]

## 出演作品

### 映画

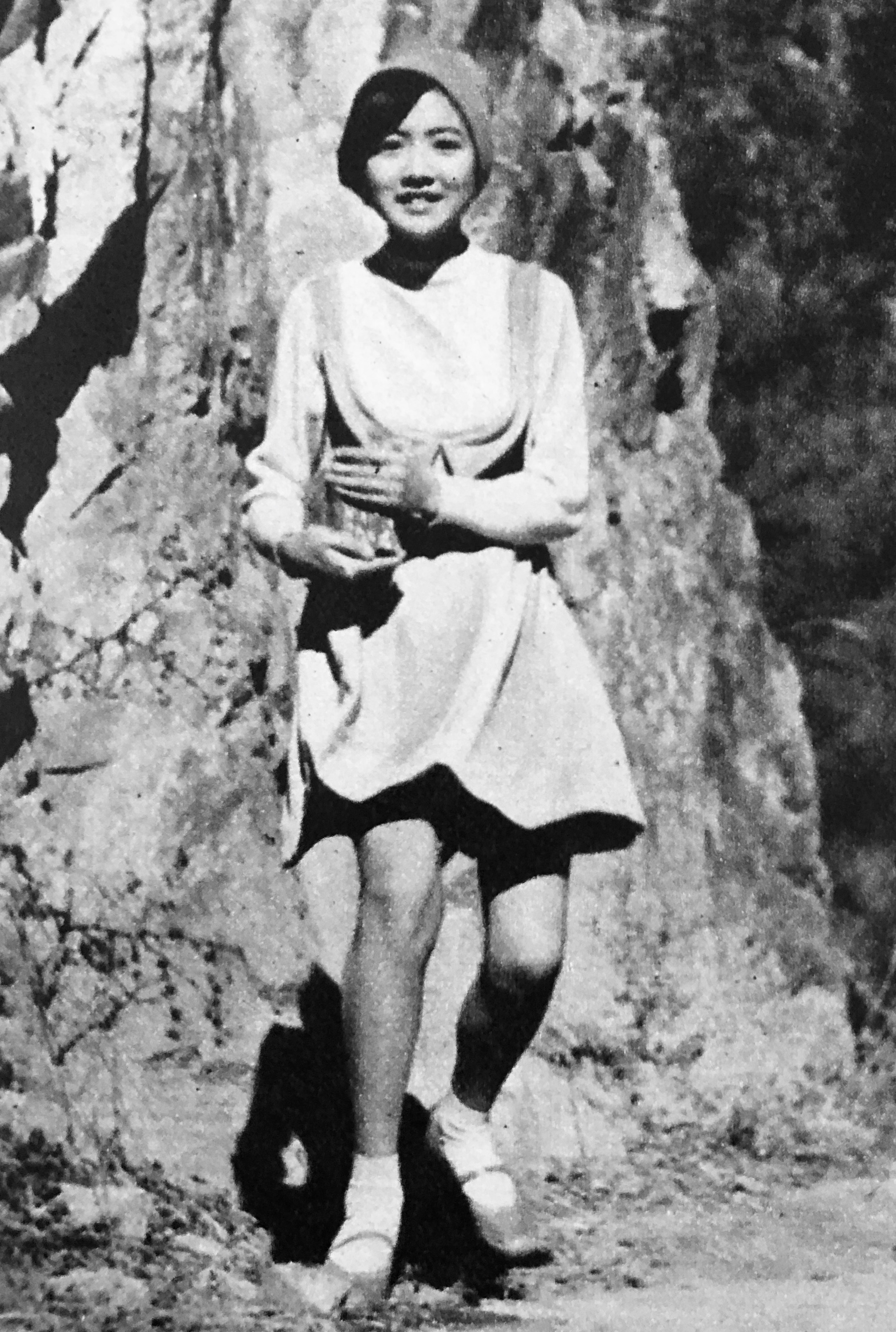
『緑はるかに』（1955年）

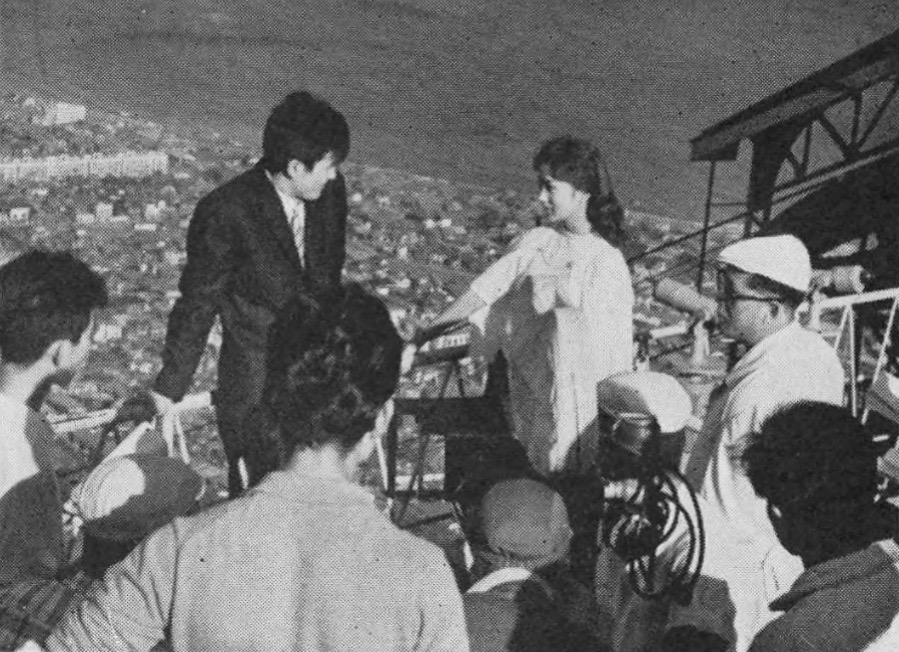
『ギターを持った渡り鳥』（1959年）

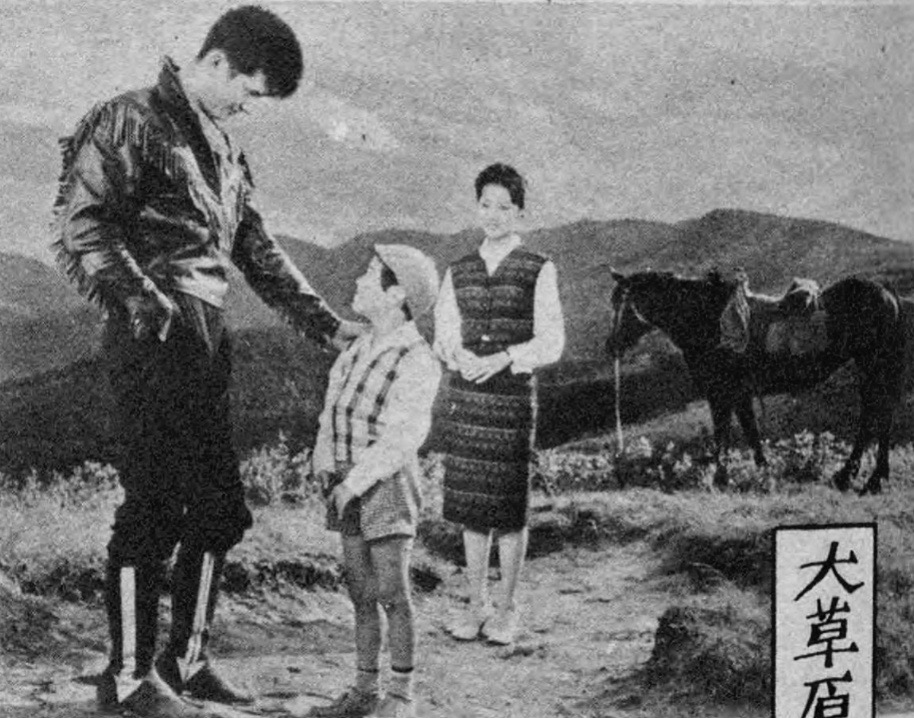
『大草原の渡り鳥』（1960年）

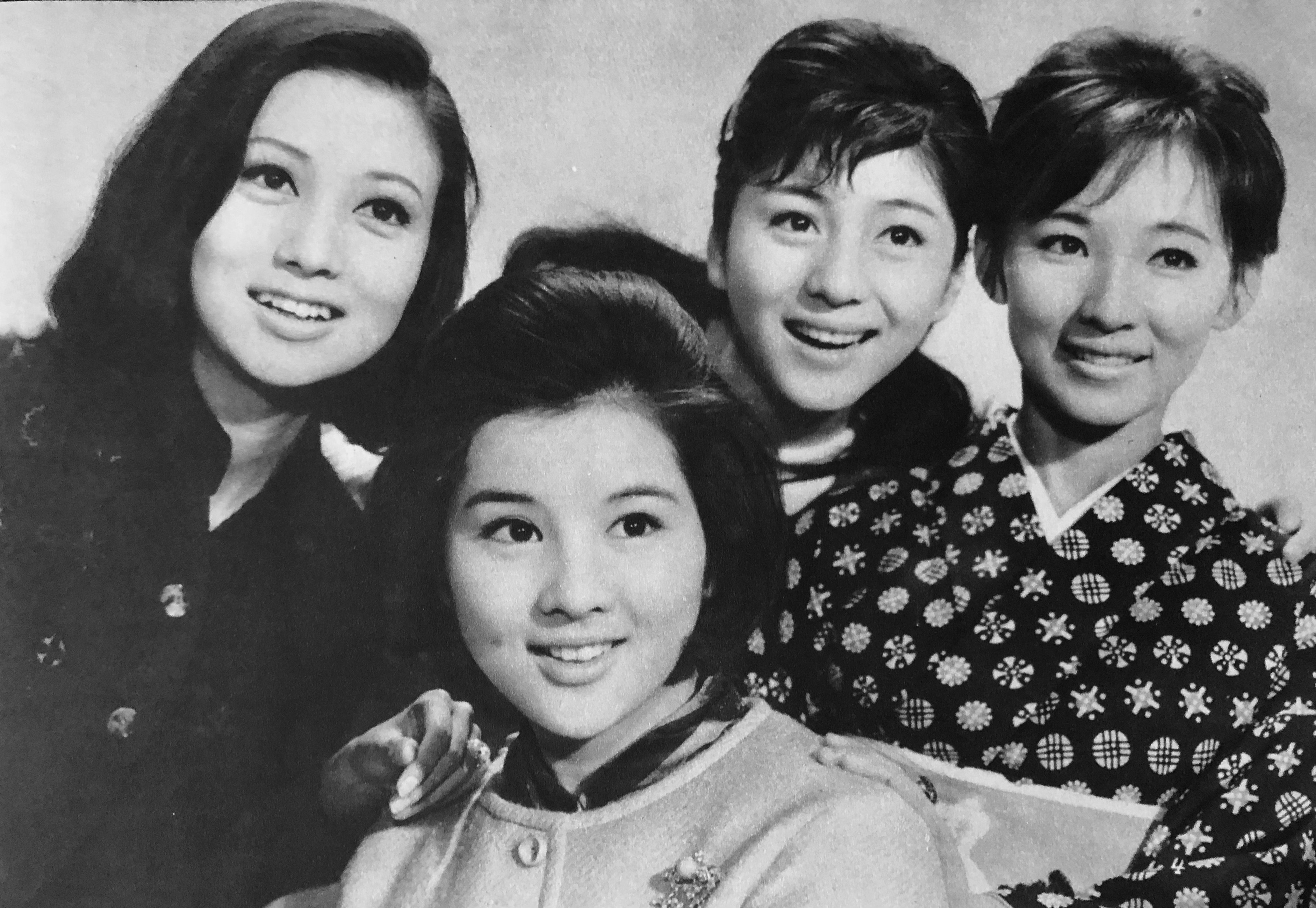
『若草物語』（1964年）。左から浅丘、吉永小百合、和泉雅子、芦川いづみ

- 緑はるかに（1955年） - デビュー作にして、初のカラー映画出演。
- 銀座二十四帖（1955年）
- 愛情（1956年）
- ジャズ・オン・パレード 1956年 裏町のお転婆娘（1956年）
- 愉快な仲間 赤ちゃん特急（1956年）
- むすめ巡礼 流れの花（1956年）
- 愛は降る星のかなたに（1956年）
- お転婆三人姉妹 踊る太陽（1957年）
- 今日のいのち（1957年） - 千谷多江 役
- 青春の抗議（1957年）- 坂田テル 役
- 鷲と鷹（1957年） - 明子 役
- 17才の抵抗（1957年）
- 永遠に答えず（1957年）
- 禁じられた唇（1958年）
- 夜の牙（1958年） - 掏摸のお銀 役
- 永遠に答えず 完結編（1958年）
- 運河（1958年）- 伊丹眉子 役
- 夫婦百景（1958年） - 倉田ノリ子 役
- 明日は明日の風が吹く（1958年） - 吉野千鳥 役
- 美しい庵主さん（1958年） - 増井悦子 役
- 踏みはずした春（1958年） - 杉田和恵 役
- 絶唱（1958年） - 小雪 役
- 続 夫婦百景（1958年） - 倉田ノリ子 役
- 嵐を呼ぶ友情（1958年） - 友岡千秋 役
- 女を忘れろ（1959年） - 三木尚子 役
- 網走番外地（1959年） - 石塚みち子 役
- 群衆の中の太陽（1959年） - 榊原洋子 役
- 俺は挑戦する（1959年） - 高見由紀 役
- 男が爆発する（1959年） - 古平千恵子 役
- 世界を賭ける恋（1959年） - 野々村夏子 役 ※当時としては破格のヨーロッパロケが行われた。
- 南国土佐を後にして（1959年） - 春江 役
- 銀座旋風児シリーズ
  - 銀座旋風児（1959年） - 村越明子 役
  - 銀座旋風児 黒幕は誰だ（1959年） - 明子 役
  - 銀座旋風児 目撃者は彼奴だ（1960年） - 明子 役
  - 銀座旋風児 嵐が俺を呼んでいる（1961年） - 明子 役
- 渡り鳥シリーズ
  - ギターを持った渡り鳥（1959年） - 秋津由紀 役
  - 口笛が流れる港町（1960年） - 相良杏子 役
  - 大草原の渡り鳥（1960年）
  - 北帰行より 渡り鳥北へ帰る（1962年）
- 波止場の無法者（1959年） - 金沢ひろ子 役
- 雑草のような命（1960年） - 若村待子 役
- 拳銃無頼帖シリーズ
  - 拳銃無頼帖 抜き射ちの竜（1960年）
  - 拳銃無頼帖 電光石火の男（1960年）
- 流れ者シリーズ
  - 海から来た流れ者（1960年）
  - 海を渡る波止場の風
  - 南海の狼火 (1960年)
  - 大暴れ風来坊
- 男の怒りをぶちまけろ（1960年）
- 十六歳（1960年）- 玉川せん子 役
- 高原児 (1961年)
- でかんしょ風来坊（1961年） - 松田秀子 役
- 太平洋のかつぎ屋（1961年）
- 処刑前夜（1961年）
- 太陽、海を染めるとき（1961年） - 田村弘子 役
- 銀座の恋の物語（1962年）
- 憎いあンちくしょう（1962年）
- 危いことなら銭になる（1962年） - 秋山とも子 役
- 愛と死のかたみ（1962年） - 主演・田辺阿佐子 役
- 若い人（1962年） - 原作：石坂洋次郎、橋本スミ子 役
- 何か面白いことないか（1963年）
- 夜霧のブルース（1963年）
- 太平洋ひとりぼっち（1963年）
- 狼の王子（1963年）
- 霧に消えた人（1963年）
- 丘は花ざかり（1963年）
- 結婚の条件（1963年）
- アカシアの雨がやむとき（1963年） - 西田佐知子の同名大ヒット曲の映画化。共演：高橋英樹
- 執炎（1964年）
- 太陽西から昇る（1964年）
- 赤いハンカチ（1964年） - 石塚玲子 役
- 夕陽の丘（1964年）
- 若草物語（1964年）
- 夜明けのうた（1965年） - 緑川典子 役
- 泣かせるぜ（1965年）
- 水で書かれた物語（1965年）
- 二人の世界（1966年） - 戸川玲子 役
- 骨まで愛して（1966年） - 神林あや子 役
- 帰らざる波止場（1966年）
- 栄光への挑戦（1966年）
- 源氏物語（1966年）
- 愛の渇き（1967年） - 原作：三島由紀夫
- 星よ嘆くな 勝利の男（1967年）
- 夜霧よ今夜も有難う（1967年）
- 不死身なあいつ（1967年） - 南弓恵 役
- 紅の流れ星（1967年） - 白川啓子 役
- 波止場の鷹（1967年） - 井関斐那子 役
- 君は恋人（1967年）
- 日本一の男の中の男（1967年） - 牧野未知子 役
- 遊侠三国志 鉄火の花道（1968年） - おりん 役
- 昭和のいのち（1968年）
- 狙撃（1968年） - 小高章子 役
- 地獄の破門状（1969年） - 片岡小新 役
- 私が棄てた女（1969年） - 三浦マリ子 役
- 御用金（1969年）
- 栄光への5000キロ（1969年） - 坂本優子 役
- 女体（1969年） - 主演・浜ミチ 役
- 華やかな女豹（1969年） - 主演・藤島杏子 役
- 待ち伏せ（1970年） - おくに 役
- 戦争と人間 - 伍代由紀子 役
  - 第一部 運命の序曲（1970年）
  - 第二部 愛と悲しみの大河（1971年）
  - 第三部 完結篇（1973年）
- 愛の化石（1970年） - 主演・沢由紀 役
- ある兵士の賭け（1970年）
- 告白的女優論（1971年） - 主演・海堂あき 役
- 嫉妬（1971年） - 永井扶美子 役
- 愛ふたたび（1971年） - 共演：ルノー・ヴェルレー、桃井かおり（デビュー作）
- 蒼ざめた日曜日（1972年） - 主演・飯田由里江、しのぶ、中尾幸子、少女 役
- 影狩り (1972年)
- 男はつらいよシリーズ - 松岡リリー（本名：清子）役
  - 男はつらいよ 寅次郎忘れな草（1973年）
  - 男はつらいよ 寅次郎相合い傘（1975年）
  - 男はつらいよ 寅次郎ハイビスカスの花（1980年）
  - 男はつらいよ 寅次郎紅の花（1995年）
  - 男はつらいよ 寅次郎ハイビスカスの花 特別篇（1997年）
  - 男はつらいよ お帰り 寅さん（2019年）
- 想い出のかたすみに（1975年）
- 天保水滸伝 大原幽学（1976年） - たか 役
- 渚の白い家（1978年） - 主演・倉橋夏子 役
- 鹿鳴館（1986年） - 影山朝子 役、衣裳デザインはワダ・エミ
- 四十七人の刺客（1994年） - りく 役
- 木曜組曲（2002年） - 重松時子 役
- 博士の愛した数式（2006年） - 未亡人 役
- 早咲きの花（2006年） - 衣裳デザインは芦田淳
- ジーン・ワルツ（2010年） - 三枝茉莉亜 役
- デンデラ（2011年） - 主演・斎藤カユ 役

### テレビドラマ
- どんぐり日記（1955年、日本テレビ）
- 真田幸村（1966年、TBS）
- 大河ドラマ（NHK総合）
  - 竜馬がゆく（1968年） - おりょう 役
  - 花神（1977年） - イネ 役
  - おんな城主 直虎（2017年） - 寿桂尼 役
- 90日の恋（1969年、日本テレビ）
- 朱鷺の墓（1970年、NHK総合）
- 徳川おんな絵巻（1970年、関西テレビ） - お松の方 役
- 2丁目3番地（1971年、日本テレビ） - 石上冴子 役
- 江戸巷談 花の日本橋（1971年、関西テレビ） - オープニングナレーション
- 3丁目4番地（1972年、日本テレビ）
- 冬物語（1972年、日本テレビ） - 主演・宗方信子 役
- 日本テレビ開局20周年記念番組 さよなら・今日は（1973年、日本テレビ） - 吉良夏子 役
- 婦系図（1973年、NET「女・その愛のシリーズ」）
- 白い滑走路（1974年、 TBS） - 杉山綾子 役
- アドベンチャーコメディ 夏の家族（1974年、フジテレビ）
- 座頭市物語#23「心中あいや節」 （1975年、フジテレビ） - 盲目の瞽女 おさわ 役
- TBSテレビ開局20周年記念番組 寿の日（1975年、 TBS） - 典子 役
- 女ふたり（1975年、TBS）
- 二丁目の未亡人は、やせダンプといわれる凄い子連れママ（1976年、日本テレビ） - 主演・風間信子 役
- 新車の中の女（1976年、日本テレビ）
- 秋日記（1977年、日本テレビ）
- 家族熱（1978年、TBS） - 主演・黒沼朋子 役
- 森の学校（1978年、北海道放送）
- 渚の女（1980年、読売テレビ）
- 虹の果てには 仮説・三億円事件（1980年、読売テレビ）
- 西武スペシャル『隣りの女 現代西鶴物語』（1981年5月1日、TBS） - 田坂峰子 役
- 土曜日曜月曜（1981年、TBS） - 主演・高村夏美 役
- 他人家族（1982年、テレビ朝日） - 主演・北原志津子 役
- 非行主婦・アル中の女（1982年、読売テレビ）
- カムバック・ガール（1982年、毎日放送） - 主演・赤西スモモ 役
- 知床の子（1983年、読売テレビ）
- 仮の宿なるを（1983年11月10日、読売テレビ） - 主演・藤枝薰 役
- こぶしの花 早春鎮魂歌（1984年、日本テレビ）
- 魔性（1984年、日本テレビ「木曜ゴールデンドラマ」）
- 離婚テキレイ期（1984年、TBS） - 主演・柏木朝子 役
- 危険な年ごろ（1984年、読売テレビ）
- 松本清張の黒い画集・紐（1985年、フジテレビ「金曜女のドラマスペシャル」）
- 波の下の道（1985年、中部日本放送）
- 聖子は鳥になった（1986年、TBS）
- 鏡の女（1987年、TBS）
- ここの岸より（1987年、読売テレビ） - 薫 役 ※第25回ギャラクシー賞奨励賞[30][31]
- 秋のシナリオ（1987年、日本テレビ）
- 最後の恋（1988年、読売テレビ）
- さんまの「おれは裸だ」（1988年、読売テレビ）
- 忠臣蔵・いのちの刻（1988年、TBS） - 大石りく役
- アイラブユーからはじめよう（1989年、TBS） - 主演・氷室笙子 役（浅丘の衣裳デザインは芦田淳JUN ASHIDA。）
- 松本清張サスペンス・結婚式（1989年、読売テレビ「木曜ゴールデンドラマ」） - 主演・新田元子 役
- 小指の思い出（1991年、読売テレビ）
- 雀色時（1992年、読売テレビ）
- 清左衛門残日録（1993年） - 類 役
- 嵐の中の愛のように（1993年、読売テレビ） - 八神響子 役
- 二十六夜参り（1998年8月17日、TBS「月曜ドラマスペシャル」） - 前園千鶴子 役
- 逃亡（2002年、NHK総合「金曜時代劇」） - お秋 役
- すいか（2003年、日本テレビ） - 崎谷夏子 役
- 川、いつか海へ 6つの愛の物語（2003年、NHK総合） - 海江田遼子 役
- 火曜ドラマゴールド 大女優殺人事件（2007年1月9日、日本テレビ） - 原作：アガサ・クリスティ『鏡は横にひび割れて』
- セクシーボイスアンドロボ（2007年、日本テレビ） - 真境名マキ 役
- 小公女セイラ（2009年、TBS）
- やすらぎの郷（2017年、テレビ朝日） - 白川冴子 役
- やすらぎの刻〜道（2019年 - 2020年、テレビ朝日） - 白川冴子 役/三木桃 役
- 生きて、ふたたび 保護司・深谷善輔（2021年） - 小山結子 役
- 浅草ラスボスおばあちゃん（2025年、東海テレビ・フジテレビ） - 水谷竹子 役[32]

### 舞台
- ノートルダム・ド・パリ（蜷川幸雄 演出）
- 恐怖時代（蜷川幸雄 演出）
- 貧民倶楽部（蜷川幸雄 演出）
- 欲望という名の市電（蜷川幸雄 演出）
- 日本橋（堀井康明 演出）
- 天井桟敷の人々（江守徹 演出。帝国劇場）
- 芍薬の歌（井上思 演出）
- 夜叉ヶ池 （井上思 演出）
- 草迷宮（蜷川幸雄 演出）
- カルメンと呼ばれた女（蜷川幸雄・井上思 演出）
- にごり江（蜷川幸雄 演出）
- 西鶴一代女（加納幸和 演出）
- 鏡花幻想（江守徹 演出）
- 墨東奇譚（佐藤浩史 演出）
- 鶴屋南北悪の華（堀井康明 演出）
- 憎いあんちくしょう（久世光彦 演出）
- 伝説の女優（宮田慶子 演出）
- ハロルドとモード（青井陽治 演出）
- 検察側の証人
- 姉妹たちの庭で〜モーニングス・アット・セブン〜（2011年6月24日 - 7月10日、シアタークリエ）
- ニューヨークに行きたい!! （2011年10月 - 11月、帝国劇場、山田和也 演出）
- 桜の園（2012年6月 - 7月、パルコ劇場、三谷幸喜 演出）
- 熱き心で突っ走れ 信長と濃姫（2013年 - 2014年、地方） 脚本・杉本美鈴 演出・小国正皓 安部晴治、出演・小林旭・松方弘樹

### バラエティ
- 徹子の部屋（テレビ朝日）
- シネマ・パラダイス（NHK-BS2）
- 小坂一也とカントリーの仲間たち（NHK-BS2）
- 藤山直美と素敵な仲間たち（NHK-BS2）
- 映像美の巨匠 市川崑（NHK-BS2） - ナレーション
- 父の面影を追って 浅丘ルリ子・中国への旅（NHK-BS2）
- 邦楽百選（NHK教育）
- 日本映画音楽全集（NHK総合）
- 絶景・人情列島 寅さんが旅したニッポン（テレビ東京）
- 映画音楽に乾杯!（NHK-BS2）
- スパモク!!「美空ひばり没後21年 幻の歌声を今夜初公開」（TBS）
- ザ☆スター「津川雅彦」（NHK-BShi、NHK-BS2）
- ザ☆スター「高橋英樹」（NHK-BShi、NHK-BS2）
- 浅丘ルリ子 女優の肖像（NHK-BShi）
- エンターテイメント あのスターにもう一度逢いたい 「大原麗子 少し愛して 長く愛された女優」（BS11）
- あさイチ プレミアムトーク（NHK総合）
- くりぃむクイズ ミラクル9（テレビ朝日） - 回答者として複数回出演

### ラジオ番組
- 青春三人娘（カメラは見ている）（1958年、NHKラジオ第1）

### CM
- 東京ソワール「ブラック・フォーマルドレス」（1975年）
- お菓子のコトブキ「パフケーキ」（1979年）
- 鈴木自動車工業（現・スズキ）「セルボ」〈2代目前期型〉（1982年 - 1983年）
- 花王「ディープクリーン」シュッシュデント 部分入れ歯用洗浄剤『祖母のナイトルーティーン』篇（2020年10月 - ）

## 音楽作品

### シングル
テイチクレコード
- 三人姉妹マンボ（1957年1月）-　withペギー葉山、芦川いづみ、日活映画「踊る太陽 お転婆三人娘」主題歌
- 丘は花ざかり／東京は二人の町（1963年9月1日、NS-739）-　日活映画「丘は花ざかり」主題歌
- 夕陽の丘（1963年9月1日、NS-740）-　売上げ143万枚（テイチクによる）、デュエット：石原裕次郎
- 霧に消えた人（1963年12月1日、NS-755）-　日活映画「霧に消えた人」主題歌
- 別れのビギン（1964年1月5日、NS-765）
- 教えて教えて（1964年1月5日、NS-766）
- 伊豆の虹（1964年3月）-　デュエット：浜田光夫
- 思い出は小雨に濡れて（1964年4月1日、SN-38）
- 東京さすらい歌（1964年7月10日、SN-81）-　デュエット：石原裕次郎
- 明日も愛す／悲恋（1964年9月25日、SN-117）
- こぶしの花の咲く頃／悲恋（1965年1月15日、SN-117）
- 東京の灯／こぶしの花の咲く頃（1965年1月15日、SN-148）
- 姉弟／青空さんゴメンナサイ（1965年7月10日、SN-227）-　デュエット：浜田光夫、日活映画「流れる雲」主題歌
- 湖畔の慕情／高原に散る花（1966年2月、SN-311）
- 山の湖（1966年4月10日、SN-326）-　デュエット：石原裕次郎
- 島原地方の子守唄／北風子守唄（1966年6月10日、SN-365）
- 宇目の唄げんか／夕焼け馬子唄（1966年10月10日、SN-421）
- 流れる雲／赤い涙（1968年3月10日、SN-625）-　ナショナル・ゴールデン劇場「流れる雲」主題歌
- 水色の季節（1968年8月、SN-684）-　日本テレビ系連続テレビドラマ「水色の季節」主題歌
- 心の裏窓／愛はひとすじ（1969年4月5日、SN-746）
- 愛の化石／お願い帰って（1969年8月5日、SN-796）-　オリコンチャート最高位2位、日活映画「怪談　昇り龍」主題歌
- 悲しみは女だけに／美しき玩具（1969年、SN-910）-　日活映画「愛の化石」挿入歌
- 夜明けの子守唄／別離の詞（1970年2月、SN-920）
- 節子／白い涙（1970年、SN-953）
- 愛の終わり／いつわりの宴（SN-983）
- 地獄花（1971年1月）-　石原裕次郎はセリフとして参加
- さよならの季節／ひとりごと（1971年、SN-1050）
- されどわが愛は死なず／この世のがれて（1971年、SN-1145）
- 愛の化石（1971年、SN-1153）
- あなたを知る前には／さよならは愛の終止符（1971年10月、SN-1175）
- 朝の陽が赫い／好き（SN-1267）
- 霧の夜がこわいの／風とともに（SN-1303）
- 雲への階段／時のいたずら（1973年7月10日、SN-1326）

フィリップス
- 白い旅（1976年1月、FS-1862）-　真木悠子と

クラウン・徳間ミュージック
- いとしいとしというこころ（2014年9月3日、YZYM-15001）-　デュエット：小林旭、阿久悠が生前に作詞、小林に提供した曲[33]

### アルバム
- 歌うスター「ルリちゃんの愛唱歌謡」（1964年5月10日、NL-2102）
- 浅丘ルリ子のすべて 心の裏窓（1969年8月5日、SL-17）
- 浅丘ルリ子「愛を歌う」（1970年、SL-26）
- 霧の夜あなたと　浅丘ルリ子が創る紫詩歌の世界（SL-39）
- 浅丘ルリ子の民謡を訪ねて（CF-8）
- 浅丘ルリ子60’sレコーディング・マスターズ（2003年8月21日）

### 著書
- 『咲きつづける 女優浅丘ルリ子』主婦の友社 ゆうゆうBOOKS 2013
- 『私は女優』日本経済新聞出版社 2016

## 浅丘ルリ子をモデルにした小説
- 林真理子『RURIKO』（2008年5月、角川グループパブリッシング 、ISBN 4048738445）

## 浅丘ルリ子を演じた女優
- 瀬奈じゅん（女優 麗子〜炎のように、2013年3月6日、テレビ東京）

## 関連書籍
- 『女優浅丘ルリ子』キネマ旬報社 2014
- 『別冊太陽 美しく生きる 中原淳一 その美学と仕事』（平凡社、1999年） ISBN 978-4582943252